# Lindholmens tekniska gymnasium
Lindholmens tekniska gymnasium, (LTG) är ett tekniskt gymnasium på Norra Älvstranden i Göteborg, som förbereder elever för ett yrkesliv samt för vidare studier på högskola.

## Historia
Lindholmen tekniska gymnasium öppnade sina dörrar för första gången under höstterminen 1979. Skolan erbjöd vid starten utbildningar inom fordonsteknik samt verkstadsteknik. Under 1981 utvidgades verksamheten till att omfatta den el-teletekniska linjen och år 1988 bedrevs även utbildning inom drift- och underhållstekniska linjerna.
Förutom gymnasielinjerna fanns även en kvantitet av specialkurser som utbildade studenter i framförallt fartygsteknik, tågteknik, industriell teknik och svetsning under 1990-talet.

## Området och skolbyggnaden
Skolan ligger på det område som förr användes till varvsverksamhet. På 1980-talet köpte kommunen varvsområdet för att där skapa det som nu heter Kunskapscentrum Lindholmen. På det gamla varvsområdet arbetar nu cirka 10 000 människor. Alla hus på området är uppkallade efter fartyg som byggts på varvet.
Lindholmens tekniska gymnasium flyttade under 2020 in i en nybyggd skolbyggnad. Den nya byggnaden nominerades till Kasper Salin-priset 2020, men förlorade mot Kulturhuset i Stockholm som tog hem segern. Byggnaden fick dock utmärkelsen Årets skol- och förskolebyggnad, som delas ut av företaget Nohrcon
Andra gymnasier på området är Ester Mosessons gymnasium, Polhemsgymnasiet, Bräckegymnasiet och GTG.

## Gymnasieprogram
Vid Lindholmens tekniska gymnasium ges högskoleförberedande program och yrkesprogram, samt introduktionsprogram och gymnasielärlingsutbildning. Det högskoleförberedande program som erbjuds är teknikprogrammet med följande fyra inriktningar: informations- och medieteknik, produktionsteknik, samhällsbyggande och miljö samt teknikvetenskaps.
Yrkesprogrammen består av följande utbildningsinriktningar. Ett VVS- och fastighetsprogram som bland annat utbildar VVS-tekniker. På sjöfartsutbildningen utbildas matroser och motormän till fartygsflottan. Vid det industritekniska programmet utbildas bland annat svetsare, och produkt- och maskintekniker. Vid el- och energiprogrammet utbildas bland annat elektriker.
Introduktionsprogrammet är för den som inte har full gymnasiebehörighet men som ändå vill utbilda sig inom det industritekniska programmets ramar. Då kombineras gymnasieförberedande studier med gymnasiestudierna inom programmet. Skolan erbjuder även ett gymnasielärningsprogram inom industriteknik.